# Záhvozdí

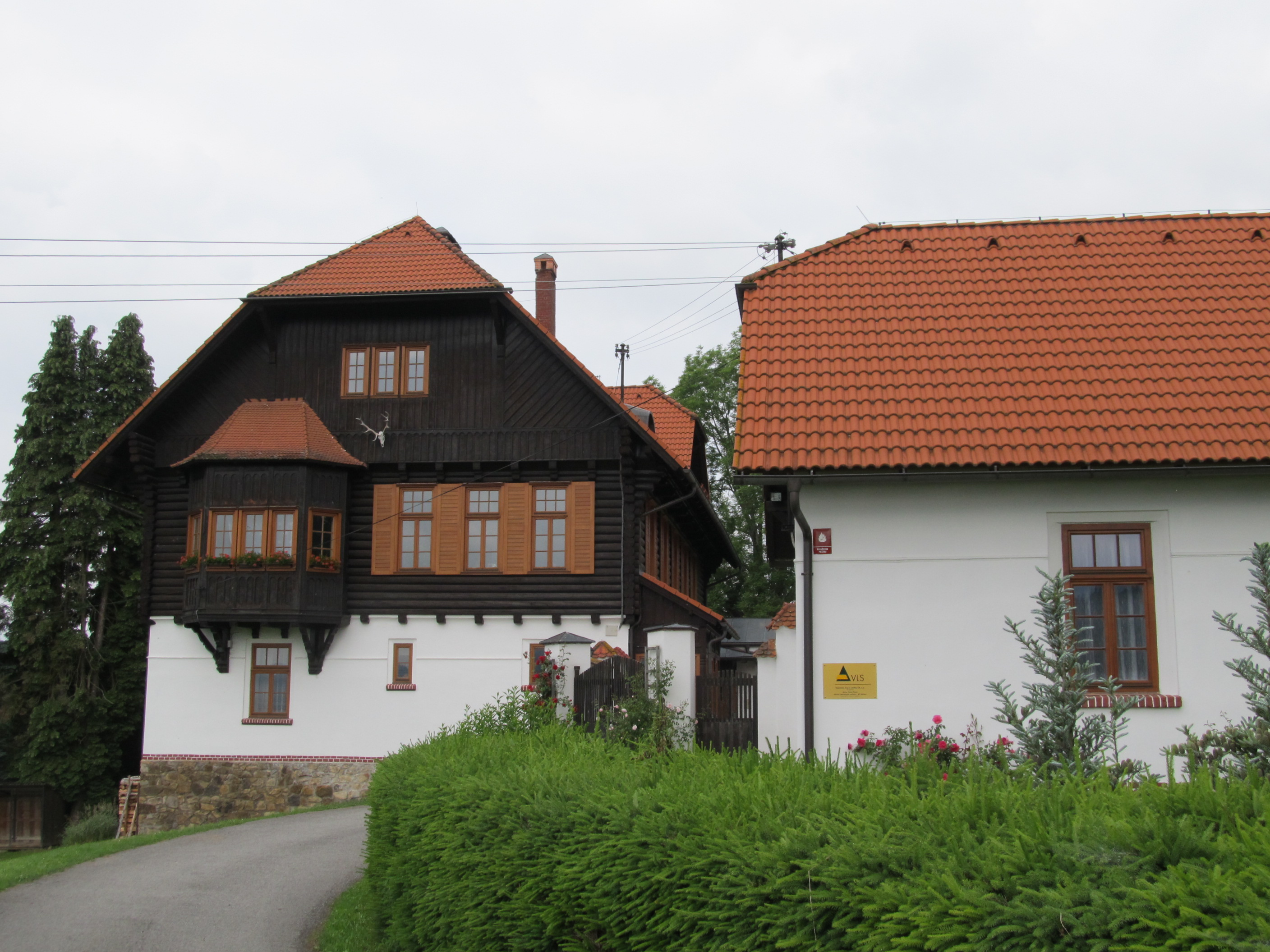
Forsthaus Schwarzwald

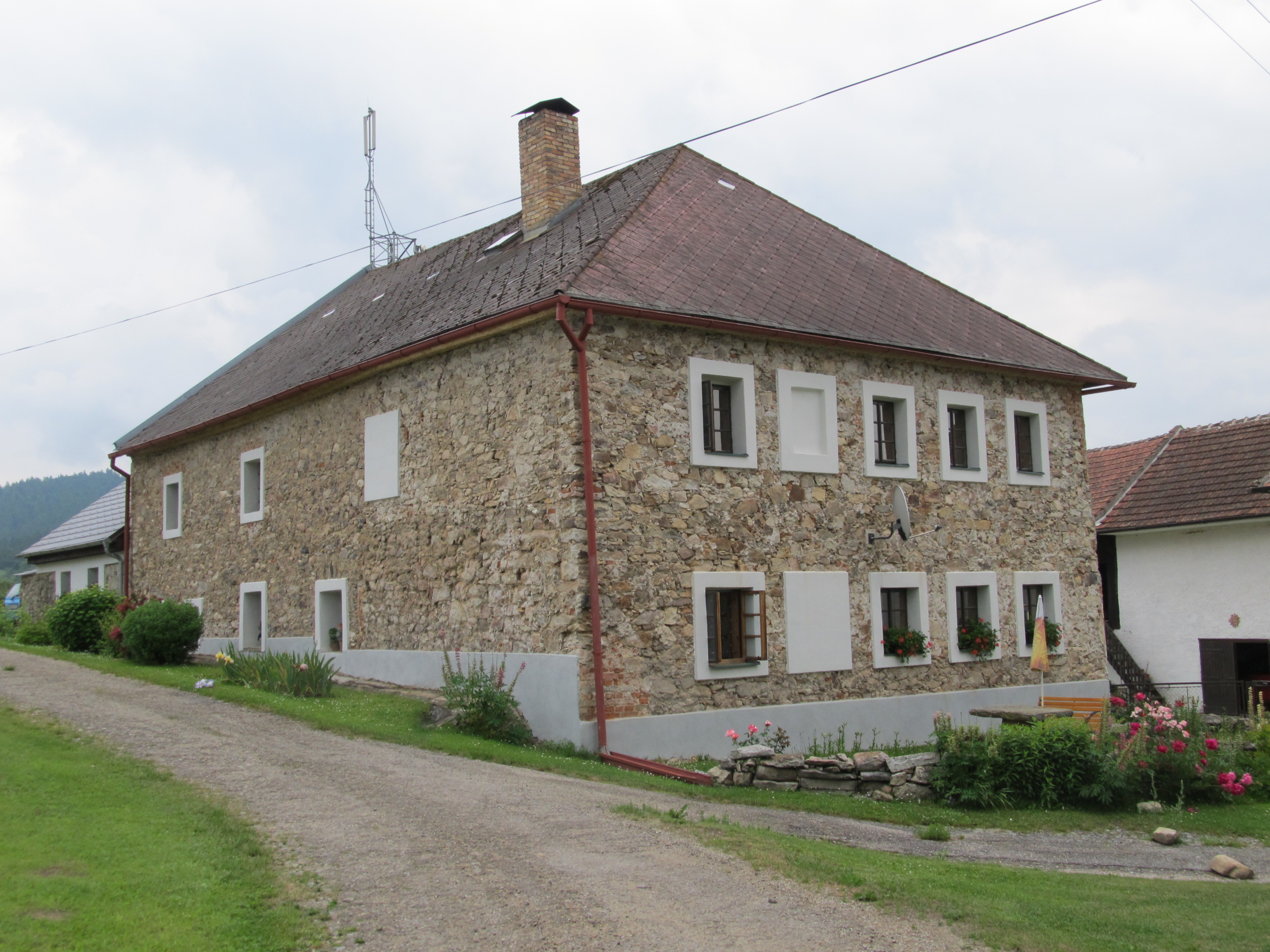
Bauerngut im Ortszentrum

Záhvozdí, bis 1949 Hintring, ist ein Ortsteil der Gemeinde Želnava in Tschechien. Das Dorf liegt je zehn Kilometer nordwestlich von Horní Planá bzw. südöstlich von Volary und gehört zum Okres Prachatice.

## Geographie
Záhvozdí befindet sich linksseitig des moorigen Moldau-Oberlaufes auf einer zu den Ausläufern der Želnavská hornatina gehörigen Anhöhe im Böhmerwald. Das Dorf liegt an der Grenze zwischen dem Nationalpark Šumava und dem Landschaftsschutzgebiet Šumava.
Nördlich erheben sich die Hůrka (888 m n.m.), der Korunáč (Großer Kronetberg, 920 m n.m.) und der Korunáček (Kleiner Kronetberg, 994 m n.m.), im Nordosten der Nad Uhlíkovem (Pendelberg, 965 m n.m.), der Dlouhý hřbet (Langer Berg, 1089 m n.m.) und die Černá stěna (Schwarze Steinwand, 1023 m n.m.), östlich der Černý les (Schwarzwald, 1007 m n.m.), der Knížecí stolec (Fuchswiesenberg, 1236 m n.m.) und die Suchá hora (Dürrenberg, 1080 m n.m.), im Südosten der Bulov (Ochsenberg, 966 m n.m.), die Hvězda (Großer Sternberg, 1145 m n.m.), der Nad Hospodárnicí (1182 m n.m.) und der Špičák (Spitzberg, 1221 m n.m.), südlich der Želnavský vrch (Salnauer Berg, 815 m n.m.), im Südwesten der Perník (Lebzelterberg, 1048 m n.m), die Jelenská hora (Hirschberg, 1068 m n.m.) und der U hvozdecké cesty (Wahlberg, 902 m n.m), westlich der Hvozd (Hochwald, 1047 m n.m.) und die Vrchoviště (Ferchenberg, 937 m n.m.) sowie im Nordwesten der Stožeček (856 m n.m.) und der Stožec (Tusset, 1064 m n.m.). Am südöstlichen Ortsrand mündet der von Uhlíkov kommende Záhvozdenský potok (Strumbach) in den Uhlíkovský potok (Kriebach bzw. Hintringer Bach), der südlich an Záhvozdí vorbei zur Moldau fließt. Durch Záhvozdí führt die Staatsstraße I/39 zwischen Volary und Horní Planá. Westlich, am gegenüberliegenden Moldauufer verläuft die Bahnstrecke České Budějovice–Černý Kříž, der nächste Haltepunkt ist Pěkná.
Nachbarorte sind Nové Chalupy sowie die Wüstungen Jodlovy Chalupy und U Gabriela im Norden, V Černém Lese im Nordosten, die Wüstung Schöpplův Mlýn im Osten, Slunečná und die Wüstung Dolní Mlýn im Südosten, Želnava, Bělá, Vltava und Ovesná im Süden, Jelení im Südwesten, Nové Údolí im Westen sowie Stožec, Černý Kříž, Smolná Pec, Chlum und Pěkná im Nordwesten. Gegen Osten erstreckt sich der Truppenübungsplatz Boletice; auf dessen Gebiet befinden sich gegen Nordosten die Wüstungen Zelená Hora (Grünberger) und Uhlíkov (Uhligsthal), östlich Starý Špičák (Alt Spitzenberg), Nový Špičák (Neu Spitzenberg), Jablonec (Ogfolderhaid) und Bozdova Lhota (Hundshaberstift) und südöstlich Otice (Ottetstift), Staré Hutě (Althütten), Maňávka (Böhmisch Haidl) und Žumberský Mlýn (Sonnbergsthal).

## Geschichte
Das Dorf wurde im Zuge der Kolonisation des Böhmerwaldes durch das Kloster Goldenkron gegründet und 1393 erstmals als Hintringe erwähnt. In den Goldenkroner Urkundenbüchern der nachfolgenden zwei Jahre wird der Ort als Huntringhe, Hyntringe, Hintringen bzw. Hyntring bezeichnet. Weitere Namensformen waren Hynttringe (1412), Hyntryng (1420), Hinttryngen (1422), Hinttringe (1460), Hintrink (1541), Hintring (1562), Hyntring (1600) und Hintering (1720). Der Ortsname leitet sich entweder von einem Lokator Hunter bzw. Hundher oder seiner Lage zum herrschaftlichen Gerichtssitz Salnau her. Der als Platzdorf angelegte Ort bestand ursprünglich aus sieben um den Dorfplatz gruppierten Bauerngütern, davon sechs Vierkanthöfe und ein Dreiseithof. In der berní rula von 1654 sind für Hintring acht Anwesen aufgeführt. Später wurde Hintring noch um etliche, teils verstreut liegenden Chaluppen erweitert. Zusammen mit den anderen Klostergütern ging auch Hintring 1785 in Folge der Aufhebung des Klosters Goldenkron in das Eigentum der Fürsten Schwarzenberg und wurde Teil der Allodialherrschaft Krumau.
Im Jahre 1840 bestand Hintering aus 22 Häusern mit 248 Einwohnern. Am Ortsrand beim Zusammenfluss des Strumbaches und Kriebaches zum Hintringer Bach befand sich die Hintringer Mühle (Dolní mlýn) mit einer Brettsäge. Abseits lagen die Schöppelmühle (Schöpplův mlýn) am Strumbach sowie die aus einem fürstlichen Jägerhaus und einem Hegerhaus bestehende Einschicht Schwarzwald (V Černém Lese). Das Revier Schwarzwald, eines der 19 Forstreviere der Herrschaft, bewirtschaftete Waldgebiete mit einer Fläche von 2747 Joch 712 Quadratklafter. Pfarrort war Salnau. Bis zur Mitte des 19. Jahrhunderts blieb Hintering der Allodialherrschaft Krumau untertänig.
Nach der Aufhebung der Patrimonialherrschaften bildete Hintring ab 1849 mit den Ortsteilen Humwald (Chlum), Jodlhäuser (Jodlovy Chalupy), Neuhäuser (Nové Chalupy), Uhligsthal, Schönau und Sonnberg  eine Gemeinde im Gerichtsbezirk Oberplan. Ab 1868 gehörte das Dorf zum Bezirk Krumau. Humwald, Jodlhäuser und Neuhäuser lösten sich 1873 von Hintring los und bildeten die Gemeinde Humwald. Im Jahre 1900 bestand das Dorf Hintring aus 27 Häusern und hatte 221 Einwohner. Zehn Jahre später lebten in den 30 Häusern von Hintring einschließlich der zugehörigen Einschichten Grünberg ( Zelená Hora), Untermühle (Dolní mlýn), Schöppelmühle, Schwarzwald und Meisselheger (U Gabriela) 239 Personen. Die Freiwillige Feuerwehr wurde 1927 gegründet.
Im Jahre 1930 hatte die Gemeinde Hintring 1056 Einwohner, davon lebten 240 in den 31 Häusern des Kernortes. Im Dorf Hintring gab es sieben Bauern, zwei Müller, zwei Schneider, einen Stellmacher, einen Schmied und einen Trafikanten. Mitte der 1930er Jahre entstanden bei Hintring zwei Bunkerlinien des  Tschechoslowakischen Walls. Im Oktober 1938 wurde das Dorf in Folge des Münchner Abkommens dem Deutschen Reich zugeschlagen und gehörte bis 1945 zum Landkreis Prachatitz. Die Gemeinde Hintring hatte im Jahre 1939 1047 Einwohner. Nach dem Ende des Zweiten Weltkriegs kam die Gemeinde Hintring an die Tschechoslowakei zurück und wurde wieder dem Okres Český Krumlov zugeordnet. Die deutschböhmische Bevölkerung wurde auf Grund der Beneš-Dekrete zum großen Teil vertrieben und der Ort nur in geringem Umfang mit Tschechen wiederbesiedelt. Im Zuge der Gebietsreform von 1948 wurde die Gemeinde Hintring dem Okres Prachatice zugeordnet. 1949 wurde Hintring in Záhvozdí umbenannt. Im Jahr darauf wurde die Gemeinde aufgelöst; Záhvozdí, Pěkná und Slunečná wurden nach Bělá eingemeindet, Uhlíkov dem Truppenübungsplatz Boletice zugeschlagen und devastiert. Ab 1961 gehörte Záhvozdí als Ortsteil zu Želnava und ab dem 1. Juli 1980 zu Nová Pec. Zum 1. Mai 1991 lösten sich Záhvozdí, Želnava und Slunečná von Nová Pec los und bildeten die Gemeinde Želnava.
Im Jahre 1991 hatte Záhvozdí 19 Einwohner. 2001 bestand der Ort aus elf Wohnhäusern, in denen wiederum 19 Menschen lebten. Insgesamt besteht Záhvozdí aus 20 Häusern.
Durch den Abriss unbewohnter und verfallener Häuser sowie den Ausbau und die Begradigung der Staatsstraße ging in der zweiten Hälfte des 20. Jahrhunderts der Charakter des Dorfplatzes gänzlich verloren. Vom historischen Ortskern sind entlang der Straße I/39 drei Bauernhöfe in Teilen erhalten.

## Ortsgliederung
Der Ortsteil Záhvozdí ist Teil des Katastralbezirks Želnava. Zu Záhvozdí gehören die Einschicht V Černém Lese (Schwarzwald) sowie die Wüstungen Dolní Mlýn (Untermühle) und Schöpplův Mlýn (Schöppelmühle).

## Sehenswürdigkeiten
- Forsthaus Schwarzwald, es dient heute als Zentrum des Militärforstes und -gutes auf dem Truppenübungsplatz Boletice
- drei teilweise erhaltene Bauerngüter des ehemaligen Dorfplatzes
- Das Moorwiesengebiet entlang der mäandrierenden Moldau westlich von Záhvozdí wurde 1989 als Teil des Naturreservates Vltavský luh unter Schutz gestellt.